# جاده ۵۸ (ایران)
جاده ۵۸ یک راه در مرکز ایران است که کاشان را به دلیجان و الیگودرز وصل می‌کند.